# 黃津珏
黃津珏(1980年—)。音樂家，作家，從事音樂、文化與藝術教育研究工作。嶺南大學與浸會大學客席講師。曾任香港電台節目主持人，參與文化評論。
- 資訊氾濫 靜觀治療減焦慮 （页面存档备份，存于）
- 唯美後搖滾 — 專訪樂評人黃津珏
- 好想藝術：聽見觀塘-黃津珏 （页面存档备份，存于）